# Lucía de la Fuente
Lucía de la Fuente es una actriz española.

## Biografía
Nació en Madrid, formó profesionalmente durante los cursos 2014-2015 y 2015-2016 en la Escuela Universitaria de Artes y Espectáculos TAI y recibió clases de canto con Noelia Garle en 2017.
Comenzó su carrera en el 2004 en Manolito Gafotas (Antena 3), después en Hospital Central (Telecinco), La familia Mata (Antena 3) y Lola & Virginia (Antena 3)  y profesionalmente ha saltado a la fama gracias a su interpretación como Mónica De La Vega en Amar es para siempre (Antena 3).
En el cine ha intervenido en bastantes películas, como Cachorro, Las brujas de Zugarramurdi, Musarañas, Matusalén, Mi gran noche, Tini, El gran cambio de Violetta y Pieles.
Además, en 2015 formó parte del elenco de la obra de teatro La novia de papá, de la escritora Paloma Bravo, dirigida por Joe O’Curneen en el teatro Infanta Isabel de Madrid.

## Filmografía

### Televisión
| Año         | Título                        | Papel                  | Cadena      |
| ----------- | ----------------------------- | ---------------------- | ----------- |
| 2004        | Manolito Gafotas              | Susana "Bragas sucias" | Antena 3    |
| 2004 - 2011 | Hospital Central              | Nuria Aimé Cabrera     | Telecinco   |
| 2007 - 2009 | La familia mata               | Raquel Mata            | Antena 3    |
| 2009        | Pendiente de título           | Jessi                  | En línea    |
| 2011        | Cuéntame cómo pasó            | Diana                  | TVE         |
| 2013        | Lola & Virginia               | Lola                   | Antena 3    |
| 2014        | Reset                         | Clara                  |             |
| 2015        | Aquí paz y después gloria     | Saray                  | Telecinco   |
| 2016        | El hombre de tu vida          |                        | TVE         |
| 2016        | Las mujeres de Cervantes      | "La gitanilla"         | TVE         |
| 2018        | Corto y cambio                |                        |             |
| 2018 - 2019 | Amar es para siempre          | Mónica De La Vega      | Antena 3    |
| 2019 - 2020 | Mercado central               | Lucía                  | TVE         |
| 2023        | Los artistas: primeros trazos | Sheila Vanessa         | Vix         |
| 2024        | Serrines, madera de actor     | Henar                  | Prime Video |

### Cine
| Año  | Título                          | Director                            | Personaje         |
| ---- | ------------------------------- | ----------------------------------- | ----------------- |
| 2004 | Cachorro                        | Miguel Albadalejo                   | Amiga de Bernardo |
| 2014 | The Disciple                    | Emilio Ruiz Barrachina              |                   |
| 2013 | Las brujas de Zugarramurdi      | Álex de la Iglesia                  | Bruja joven       |
| 2014 | Musarañas                       | Esteban Roel y Juan Fernando Andrés | Montse de niña    |
| 2015 | Tiempo sin aire                 | Andrés Luque y Samuel Martín        | Patricia          |
| 2015 | Mi gran noche                   | Álex de la Iglesia                  | Maquilladora      |
| 2015 | Tini, El gran cambio de Violeta | Juan Pablo Buscarini                |                   |
| 2016 | El futuro ya no es lo que era   | Pedro Barbero                       | Melina            |
| 2017 | Ellos                           | Guillermo y Daniel Tirado           |                   |
| 2017 | Pieles                          | Eduardo Casanova                    | Laura             |
| 2019 | Igualdad                        | Miguel Romero                       |                   |

### Teatro
| Año  | Título           | Director      | Personaje |
| ---- | ---------------- | ------------- | --------- |
| 2015 | La novia de papá | Joe O´Curneen | Teresa    |